# Richard Powers
Richard Powers (nacido el 18 de junio de 1957) es un novelista estadounidense cuyas obras exploran los efectos de la ciencia y la tecnología modernas. Su novela The Echo Maker ganó el Premio Nacional del Libro de Ficción de 2006. También ha ganado muchos otros premios a lo largo de su carrera, incluida una beca MacArthur. Hasta 2023, Powers ha publicado trece novelas y ha enseñado en la Universidad de Illinois y la Universidad de Stanford. Ganó el Premio Pulitzer de Ficción 2019 por The Overstory.

## Vida y trabajo

### Primeros años de vida
Powers, uno de cinco hijos, nació en Evanston, Illinois. Más tarde, su familia se mudó unas millas al oeste, a Lincolnwood, donde su padre era director de una escuela local. Cuando Powers tenía 11 años, se mudaron a Bangkok, Tailandia, donde su padre había aceptado un puesto en la Escuela Internacional de Bangkok, a la que Powers asistió durante su primer año, que finalizó en 1972. Durante ese tiempo fuera de los EE. UU., desarrolló habilidades en música vocal y en violonchelo, guitarra, saxofón y clarinete. También se convirtió en un ávido lector, y disfrutaba principalmente de la no ficción y de clásicos como la Ilíada y la Odisea.
La familia regresó a los EE. UU. cuando Powers tenía 16 años. Después de graduarse en 1975 de la escuela secundaria DeKalb en DeKalb, Illinois, se matriculó en la Universidad de Illinois en Urbana-Champaign (UIUC) con especialización en física, que cambió a literatura inglesa. durante su primer semestre. Obtuvo una licenciatura en 1978 y una maestría en literatura en 1980. Decidió no realizar un doctorado en parte debido a su aversión a la especialización estricta, que había sido una de las razones de su temprana transferencia de la física al inglés, y en parte porque había observado en los estudiantes de posgrado y sus profesores una falta de placer en la lectura y la escritura (como se describe en Galatea 2.2).

### Cátedras y premios
En 2010 y 2013, Powers fue escritor visitante de Stein en la Universidad de Stanford, tiempo durante el cual ayudó parcialmente en el laboratorio del bioquímico Aaron Straight.
A Powersle fue concedida una beca MacArthur en 1989. Recibió el premio literario Lannan en 1999.
Powers fue nombrado profesor Swanlund de inglés en la UIUC en 1996, donde actualmente es profesor emérito.
El 22 de agosto de 2013, la Universidad de Stanford anunció que Powers había sido nombrado profesor de escritura creativa Phil y Penny Knight en el Departamento de Inglés.

### Novelas
Powers aprendió programación informática en Illinois como usuario de PLATO y se mudó a Boston para trabajar como programador. Un sábado de 1980, Powers vio la fotografía de 1914 "Jóvenes agricultores" de August Sander en el Museo de Bellas Artes de Boston y se inspiró tanto que dejó su trabajo dos días después para escribir una novela sobre las personas de la fotografía.Powers pasó los siguientes dos años escribiendo el libro Tres granjeros en camino a un baile, que fue publicado por William Morrow en 1985. Se compone de tres hilos alternados: una novela corta en la que aparecen los tres jóvenes de la fotografía durante la Primera Guerra Mundial, un editor de una revista de tecnología obsesionado con la fotografía y las reflexiones críticas e históricas del autor sobre la mecánica de la fotografía y la vida de Henry Ford. Fue finalista del Premio del Círculo Nacional de Críticos de Libros y recibió el Premio Rosenthal de la Academia Estadounidense y el Instituto de Artes y Letras. También recibió una mención especial de los premios PEN Hemingway.
Se mudó a los Países Bajos, donde escribió El dilema del prisionero sobre The Walt Disney Company y la guerra nuclear.
Siguió con The Gold Bug Variations sobre genética, música e informática. Fue finalista del Premio del Círculo Nacional de Críticos de Libros.
En 1993, Powers escribió Operation Wandering Soul sobre un joven pediatra agonizante. Fue finalista del Premio Nacional del Libro.
En 1995, publicó la historia de Pigmalión, Galatea 2.2, sobre un experimento de inteligencia artificial que salió mal.Fue finalista del Premio del Círculo Nacional de Críticos de Libros.
En 1998, escribió Gain sobre una empresa química de 150 años de antigüedad y una mujer que vive cerca de una de sus plantas y sucumbe al cáncer de ovario. Ganó el premio James Fenimore Cooper a la mejor ficción histórica en 1999.
Plowing the Dark, de 2000, habla de un equipo de investigación de Seattle que construye una innovadora realidad virtual mientras un profesor estadounidense es rehén en Beirut. Recibió el premio Harold D. Vursell Memorial Award de la Academia Estadounidense y el Instituto de Artes y Letras.
Powers escribió The Time of Our Singing en 2003. Trata sobre los hijos músicos de una pareja interracial que se conocieron en el famoso concierto de Marian Anderson en 1939 en las escaleras del Lincoln Memorial.
La novena novela de Powers, The Echo Maker de 2006, trata sobre un hombre de Nebraska que sufre un traumatismo craneoencefálico en un accidente de camión y cree que su hermana cuidadora es una impostora. Ganó un Premio Nacional del Libroy fue finalista del Premio Pulitzer de Ficción.
En la décima novela de Powers, Generosity: An Enhancement de 2009, el profesor de escritura Russell Stone se encuentra con su exalumna, Thassa, una mujer argelina cuya felicidad constante es explotada por periodistas y científicos.
En 2014, Powers escribió Orfeo sobre Peter Els, un profesor de composición musical retirado y compositor de vanguardia que es confundido con un bioterrorista después de ser descubierto con un laboratorio de genética improvisado en su casa.
The Overstory, publicado en abril de 2018, trata sobre nueve estadounidenses cuyas experiencias de vida únicas con los árboles los unen para abordar la destrucción de los bosques. Ganó el Premio Pulitzer de Ficción de 2019, fue preseleccionado para el Premio Bookery el Premio del Libro PEN/Jean Stein 2019 de 75.000 dólaresy quedó en segundo lugar del Premio Literario de la Paz de Dayton.
Bewilderment, publicado en septiembre de 2021, fue preseleccionado para el Premio Booker 2021 y preseleccionado para el Premio Nacional del Libro y la Medalla Andrew Carnegie a la Excelencia en Ficción. Se ha descrito como "un astrobiólogo piensa en una forma creativa de ayudar a su raro y problemático hijo en la novela profundamente conmovedora y brillantemente original de Richard Powers".

## Premios y reconocimientos
| - 1985, Premio Rosenthal de la Academia Estadounidense y el Instituto de Artes y Letras - 1985, Mención especial de PEN/Hemingway - Beca MacArthur 1989 - 1991, Time Libro del año - 1993, Finalista, Premio Nacional del Libro - 1996, Cátedra Swanlund, Universidad de Illinois - 1998, Business Week Mejores libros de negocios de 1998 - 1998, Miembro electo, Academia Estadounidense de Artes y Ciencias - 1999, Premio James Fenimore Cooper, Sociedad Estadounidense de Historiadores - 1999, Premio Literario Lannan - 2000, Premio Vursell, Academia Estadounidense e Instituto de Artes y Letras - 2000, Miembro electo, Centro de Estudios Avanzados, Universidad de Illinois - Premio Corrington 2001 a la excelencia literaria, Centenary College - 2001 Autor del año, Asociación de Profesores de Inglés de Illinois - Premio Carrito 2003 - 2003, Premio Dos Passos de Literatura, Universidad de Longwood - 2003, Premio Literario W. H. Smith (Gran Bretaña) | - Premio Libro Embajador 2004 - 2006, Premio Nacional del Libro de Ficción - Libro destacado del New York Times, 2003, 2000, 1998, 1995, 1991 - Mejores libros de 2003: Chicago Tribune, Christian Science Monitor, St. Louis Post-Dispatch, Newsday, London Evening Standard, Time Out (Londres), San Jose Mercury News - Finalista, Premio del Círculo Nacional de Críticos de Libros, 2003, 1995, 1991, 1985 - 2006, Finalista, Premio Pulitzer de Ficción - 2010, Miembro electo, Academia Estadounidense de Artes y Letras - 2014, Premio Man Booker (lista larga) - 2014, California Book Awards Ganador de la medalla de plata en ficción por Orfeo - Premio Man Booker 2018 (lista corta) - 2019, Premio Pulitzer de Ficción - 2019, Premio literario Josephine Miles de PEN Oakland por The Overstory - 2020, Medalla William Dean Howells por The Overstory - Premio Booker 2021 (lista) - Lista de 2021, Premio Nacional del Libro |